# Aterpia anderreggana
Aterpia anderreggana är en fjärilsart som beskrevs av Achille Guenée 1845. Aterpia anderreggana ingår i släktet Aterpia och familjen vecklare. Inga underarter finns listade i Catalogue of Life.